# میندالنه
میندالنه (به لاتین: Myndalne) یک منطقهٔ مسکونی در اوکراین است که در شهرداری سوداک واقع شده‌است. میندالنه ۱۴۳ نفر جمعیت دارد و ۱۳۴ متر بالاتر از سطح دریا واقع شده‌است.